# Bah Sarimah
Bah Sarimah is een bestuurslaag in het regentschap Simalungun van de provincie Noord-Sumatra, Indonesië. Bah Sarimah telt 855 inwoners (volkstelling 2010).